# Tipula (Vestiplex) verecunda
Tipula (Vestiplex) verecunda is een tweevleugelige uit de familie langpootmuggen (Tipulidae). De soort komt voor in het Palearctisch gebied.